# Jean Sylvain Bailly
Jean Sylvain Bailly (15 de septiembre de 1736, París – 12 de noviembre de 1793, París) fue un político destacado por su papel en la Revolución francesa, científico, académico francés. Fue el primer alcalde de París y el primer presidente de la Asamblea Nacional.

## Biografía

### Academia de Ciencias
Fue un astrónomo destacado por su cálculo de una órbita por el cometa Halley en 1759 y por sus estudios de los cuatro satélites de Júpiter entonces conocidos. Bailly comenzó su estudio del cometa Halley en 1759. Un año más tarde estableció un observatorio donde podía realizar observaciones de los satélites de Júpiter. Fue elegido miembro de la Academia de Ciencias de Francia en 1763. Sus principales obras incluyen "Ensayo sobre la teoría de los satélites de Júpiter" (1766) y "Memorias sobre la iluminación desigual de los satélites de Júpiter (1771). Más adelante en su carrera, Bailly escribió historias de astronomía ampliamente leídas: "Historia de la astronomía antigua desde su origen hasta el establecimiento de la Escuela de Alejandría" en 1775, "Historia de la astronomía moderna desde la fundación de la Escuela de Alejandría hasta la época de 1730". Sin embargo, estos pronto fueron reemplazados por las historias más académicas del astrónomo francés Jean-Baptiste Joseph Delambre. El "Tratado sobre astronomía india y oriental" de Bailly de 1787, fue parte de una ola de interés del siglo XVIII en la historia y los métodos de la astronomía occidental. En 1784, Bailly era miembro de una comisión real (encabezada por su amigo, el embajador estadounidense Benjamin Franklin) designada para investigar las afirmaciones de magnetismo animal realizado por el médico alemán Franz Anton Mesmer y fue el autor del informe que concluyó que el fluido magnético de Mesmer probablemente no existía y que los efectos en sus sujetos humanos probablemente se debieron a la imaginación y la imitación. La Revolución Francesa interrumpió los estudios de Bailly. Estudió el cometa Halley y las desigualdades en los movimientos de los satélites de Júpiter. Fue autor de una importante obra de astronomía, Historia de la astronomía antigua (1775), Historia de la astronomía moderna (1778-1783) e Historia de la astronomía india y oriental (1787). Fue elegido miembro de la Academia de Ciencias por sus observaciones y estudios astronómicos.

### Academia Francesa
Fue elegido miembro de la Academia francesa el 11 de diciembre de 1783, ocupando el sillón 31, y sucediendo al conde de Tressan (muerto el 31 de octubre de 1783). Su recepción oficial tuvo lugar el 26 de febrero de 1784. Tras su ejecución en 1793, Bailly no fue sustituido hasta 1825 fecha en la que Emmanuel Joseph Sieyès creó la segunda clase del Instituto de Francia.

### Político de la Revolución francesa

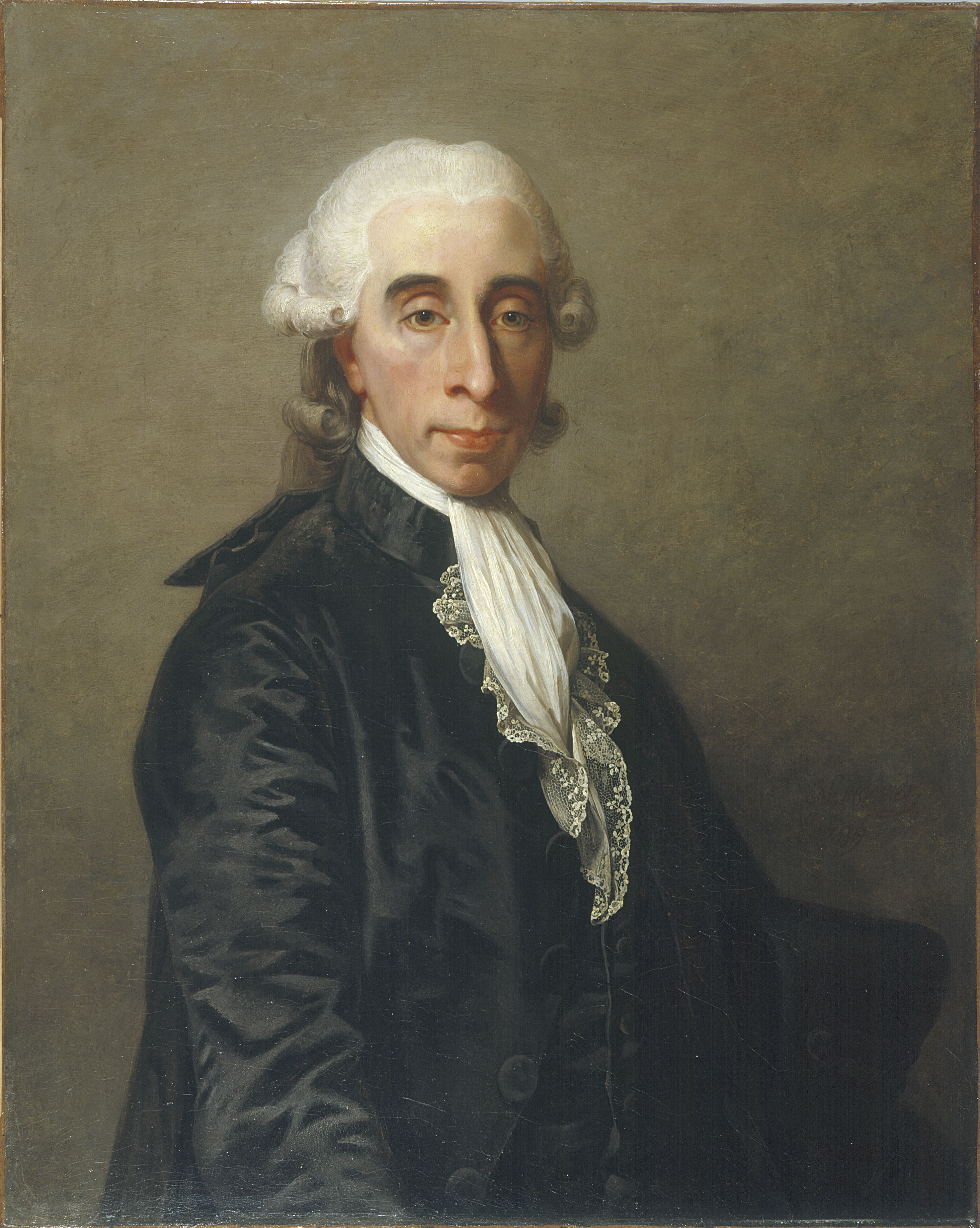
Retrato de Bailly, obra de Jean-Laurent Mosnier (1789) (Museo Carnavalet, París)

Fue elegido presidente de los diputados de los Estados Generales de 1789 por los electores de París el 12 de mayo de 1789 y el 17 de junio los diputados le eligieron presidente de la Asamblea Nacional.
Tras el juramento del Jeu de Paume, el 20 de junio, él fue el primero en prestar juramento y, tres días más tarde, se negaría a cumplir la orden de disolver la Asamblea durante la sesión en la que Luis XVI así se lo exigió.
El 15 de julio de 1789 fue nombrado Alcalde de París y le entregó la escarapela tricolor a Luis XVI cuando fue a visitarle al Ayuntamiento de París el 17 de julio. Es tachado de muy conservador por Camille Desmoulins y por Jean-Paul Marat.
Después de la evasión frustrada del Rey y de su familia los días 20 y 21 de junio de 1791, intentó contener la agitación republicana que pedía el derrocamiento del rey; a petición de la Asamblea, proclamó la ley marcial el 17 de julio de 1791 y ordenó a la Guardia Nacional, bajo el mando de Lafayette, que cargara contra la muchedumbre amotinada en la explanada del Campo de Marte. Como alcalde de París, fue considerado responsable directo de la masacre. Bailly era un hombre acabado y lo sabía; su popularidad, hasta entonces intacta, cayó en picado.
El 12 de noviembre dimitió de todos sus cargos políticos y se retiró a Nantes.
Después de la insurrección federalista de 1793 se refugia en Melun donde es arrestado en julio de 1793. Llamado a testificar durante el proceso iniciado a María Antonieta se niega a declarar en su contra haciendo una deposición a su favor, lo que le condenará implícitamente.
Fue juzgado el 11 de noviembre de 1793. La sentencia se ejecutó al día siguiente. La guillotina fue llevada a la explanada del Campo de Marte y situada, simbólicamente, en el mismo lugar en el que las tropas habían cargado contra el pueblo el 17 de julio de 1791.

## Reconocimientos
- El cráter lunar Bailly lleva este nombre en su honor.[3]
- El asteroide (100229) Jeanbailly también conmemora su nombre.[4]
- Un busto de piedra de Bailly, realizado alrededor de 1790 por el escultor Louis Pierre Deseine,[5] se instala en la sala del verano de 1789 en el museo de la Revolución francesa.

## Obras
- 1766 : Essai sur la théorie des satellites de Jupiter
- 1771 : Sur les inégalites de la lumière des satellites de Jupiter
- 1775 : Histoire de l'astronomie ancienne
- 1777 : Lettres sur l'origine des sciences
- 1779 : Lettres sur l'Atlantide de Platon
- 1778-1783 : Histoire de l'astronomie moderne
- 1787 : Histoire de l'astronomie indienne et orientale

(datos de publicación no conocidos) :
- Éloge de Charles V
- Éloge de Lacaille
- Éloge de Molière
- Éloge de Pierre Corneille
- Éloge de Gottfried Leibniz
- Jean-Sylvain Bailly, Mémoires. Clermont-Ferrand : Paléo, coll. « Sources de l'histoire de France : la Révolution française », 2004. 2 volumes :
  - Tome 1 : la Révolution du Tiers : 29 décembre 1786-14 juillet 1789. 300 p., 21 cm. ISBN 2-84909-089-1.
  - Tome 2 : Premier maire de Paris : 15 juillet-2 octobre 1789. 285 p., 21 cm. ISBN 2-84909-093-X.
  - Los dos tomos parece ser que ya fueron publicados con el título de: Mémoires de Jean-Sylvain Bailly, pero se publicaron también individualmente: la Révolution du Tiers (tome 1), la Mairie de Paris ou Premier Maire de Paris (tome 2).

El estudio de las tablas astronómicas indias antiguas, corresponde, claramente, a las latitudes europeas, es preciso introducir el concepto de civilización indo-europea, es lo que trata con Voltaire en su correspondencia.

## En el cine
| Año  | Película                   | Director                          | Actor             |
| ---- | -------------------------- | --------------------------------- | ----------------- |
| 1989 | Historia de una revolución | Roberto Enrico Richard T. Heffron | Michel Duchaussoy |